# Leonard Sachs
Leonard Sachs (født 26. september 1909 i Roodepoort i Sydafrika, død 15. juni 1990 i London, England) var en engelsk skuespiller og teaterdirektør med en lang række teater-, film- og tv-roller. I Danmark huskes han især som The Chairman i tv-underholdningsprogrammerne "De gode gamle dage" fra Leeds City Varieties.
Leonard Sachs blev født i den britiske koloni Transvall. I 1947 blev han gift med den engelske skuespiller Eleanor Summerfield, (7. marts 1921-13. juli 2001), og de fik to sønner, Robin og Toby, hvoraf Robin Sachs (født 5. februar 1951) selv har fået karriere som skuespiller.
Sachs og skuespilleren Peter Ridgeway (1904-1938) grundlagde i 1936 Players' Theatre i London for at bevare den engelske Music hall tradition. Teatret havde stor succes og eksisterede til 2002. Siden er det genopstået i nye lokaler.
Leonard Sachs overtog i 1955 rollen som The Chairman i "The Good Old Days" efter Don Gemmell, (1903-1982), og fik der stor opmærksomhed med karismatiske optræden og ekvilibristisk sprogbrug. Da showet var mest populært midt i 1970'erne var der en venteliste på mere end 24.000, der ønskede at være tilskuere . Leonard Sachs var The Chairman til programmet blev nedlagt i 1983. Da havde det været sendt i 30 år.
Som skuespiller gjorde Leonard Sachs sig i England bemærket som Shakespeare-fortolker, men han blev også kendt fra flere tv-film og serier. Blandt andet havde han roller i den engelske science fiction-serie "Doctor Who", der blev vist i England fra 1963 til 1983. Leonard Sachs optrådte i flere genrer og spillede bl.a. Group Captain Pritchard i James Bond-filmen "Agent 007 i ilden" (en: "Thunderball") fra 1965.

## Leonard Sachs Coffee
Leonard Sachs har fået en kaffedrink opkaldt efter sig. Den består af: 
- 3 cl Grand Marnier Rouge
- 3 cl Kahlúa
- varm kaffe
- løst pisket flødeskum

Den laves efter samme principper som en Irish coffee og serveres i et kaffeglas eller et varmebestandigt vinglas. Som pynt kan der drysses lidt pulverkaffe eller brun farin over.